# Krzysztof Kazimierz Sienicki
Krzysztof Kazimierz Sienicki herbu Bończa (ur. 1671, zm. w 1711) – generał artylerii litewskiej w 1706 roku, generał lejtant i miecznik litewski w 1703 roku, chorąży nowogrodzkosiewierski w 1702 roku, stolnik inflancki w 1701 roku.
Syn Wespazjana. W 1689 immatrykulował się na Uniwersytecie w Królewcu, a następnie od 1692 kontynuował studia na Uniwersytecie w Lejdzie. W styczniu 1702 roku podpisał akt pacyfikacji Wielkiego Księstwa Litewskiego. Poseł z Inflant na sejm 1703 roku. Był konsyliarzem województwa inflanckiego w konfederacji sandomierskiej 1704 roku.